# Эшмориш
Эжмориш (порт. Esmoriz)  —  район (фрегезия) в Португалии,  входит в округ Авейру. Является составной частью муниципалитета  Овар. Находится в составе крупной городской агломерации Большое Авейру. По старому административному делению входил в провинцию Бейра-Литорал. Входит в экономико-статистический  субрегион Байшу-Воуга, который входит в Центральный регион. Население составляет 10 993 человека. Занимает площадь 9,05 км².
Покровителем района считается Дева Мария (порт. Santa Maria). 